# Ineffable Mysteries from Shpongleland
Ineffable Mysteries from Shpongleland – czwarty studyjny album brytyjskiej grupy muzycznej Shpongle, wydany 2 listopada 2009 roku.

## Lista utworów
1. "Electroplasm" - 10:13
2. "Shpongolese Spoken Here" - 6:38
3. "Nothing is Something Worth Doing" - 6:24
4. "Ineffable Mysteries" - 10:26
5. "I Am You" - 11:37
6. "Invisible Man In A Fluorescent Suit" - 8:54
7. "No Turn Unstoned" - 8:02
8. "Walking Backwards Through the Cosmic Mirror" - 8:13